# Sem Rumo
Sem Rumo  é um romance de Cyro Martins, de 1937 - inicialmente difundido como novela na concepção do autor - que integra a chamada trilogia do gaúcho a pé - tipo social marginalizado, depauperado, que é representado na obra e, ao lado de Porteira Fechada e Estrada Nova  forma um conjunto de romances que traça um painel progressivo sobre a vida campeira no pampa gaúcho, "No prefácio de Sem rumo, reeditado em 1977, Cyro Martins faz uma breve retrospectiva do caminho editorial da obra (...), que diz respeito aos tipos sociais da campanha gaúcha (...), o personagem marginalizado pela urbanização e mecanização dos campos". 

## Contexto histórico e composição da obra
"Sem rumo é apresentado em vinte e sete capítulos de curta duração (...). O desfecho da narrativa acontece de forma dramática (...). Chiru se vê mergulhado na inércia da falta de perspectiva, oprimido pela corrupção política, sem dignidade e sem rumo."  O conjunto formado pela trilogia do gaúcho a pé vai da supremacia do Partido Republicano Rio-grandense (PRR), passa pela paulatina perda do poder político das oligarquias e delineia uma nova perspectiva política, o que as torna histórias altamente imbricadas entre si: "É na triste história de Chiru, em Sem Rumo, de João Guedes, em Porteira Fechada, de Jagunta, em Estrada Nova,que Martins manifesta suas convicções políticas defendendo seus conterrâneos da campanha e alertando que estes pobres diabos estão sem futuro (...)".  "Sem Rumo e Porteira Fechada (...) mostram as personagens principais provindas das classes subalternas totalmente despolitizadas, sem nenhuma consciência de classe." "Cyro Martins acentua a realidade de um gaúcho que perdeu não apenas o cavalo, mas também a terra, a dignidade, o caráter". 
A obra foi publicada em 1937, inserindo-se numa tradição literária que caracteriza o Neorrealismo, - característico da Segunda Fase do Modernismo no Brasil - em que se manifestam duas vertentes distintas, sobressaindo-se uma linhagem regionalista, "cujos autores estariam comprometidos com o social e as forças de esquerda" -  na prosa modernista de 30, voltada para a denúncia das condições socioeconômicas adversas do trabalhador, particularmente, das áreas rurais: "(...) quase todas as figuras representativas das diversas camadas da população da campanha rio-grandense das cidades estão, aí, em desfile, com o seu pitoresco, com as suas altaneiras, com seus trapos, com suas humilhações (...)". Nesses romances, que, em conjunto, formam a trilogia do gaúcho a pé, altamente entrelaçados entre si, porque narram um continuum, tem-se "os desvalidos do pampa: pequenos arrendatários, agregados, peões, carreteiros, personagens que perderam o pouco que possuíam e que vagam sem destino (sem rumo) pela campanha" . Sem rumo é, assim, parte de um movimento que se opõe à idealização da figura do gaúcho - "monarca das coxilhas" ou "centauro dos pampas" - traçada pelo modelo alencariano em O Gaúcho - autor que nunca esteve no Rio Grande do Sul - e que encontrara adeptos em autores sul-riograndenses como Apolinário Porto Alegre e Oliveira Bello, chegando ao ápice em Contos Gauchescos, de João Simões Lopes Neto. Os romancistas de 30, como Cyro Martins, Aureliano de Figueiredo Pinto, Pedro Wayne, em sintonia com o seu tempo e com os artistas do centro do país, como Graciliano Ramos, Raquel de Queirós, José Lins do Rego, trazem à cena a miserabilidade, as condições subumanas de trabalho e sobrevivência do homem comum, do trabalhador campeiro, desfazendo, no caso do Rio Grande do Sul, a aura mítica que se atribuíra ao habitante do pampa: "o romance Sem rumo traz em sua essência a representação da corrupção eleitoral que se estendeu pelos processos políticos no Rio Grande do Sul, da República Velha à República Nova".  Dessa forma, faz-se possível, segundo a crítica, afirmar que ocorre uma releitura do gauchismo e a superação de alguns modelos tradicionalmente arraigados que tratavam da produção agropecuária, por exemplo. Neste sentido, personagens como Chiru dialogam também com uma linhagem de personagens que, ao leitor menos atento, não chama atenção na trilogia de O tempo e o vento, trata-se da família Caré, incluindo Chiru Caré: "São sujeitos livres, mas 'sem eira nem beira', desvalidos, que vivem, inicialmente, errantes, e que, posteriormente, passam a viver nas franjas da propriedade dos Terra Cambará, dependentes da solidariedade dos poderosos". 
Por outro lado, é factível avaliar que a música tradicional gaúcha tenha buscado na obra fonte para composição, observando-se identificação em trechos de canções como "Poncho molhado", gravada pelo grupo Os Serranos, "Tropa de Osso", de Luis Carlos Borges, "Desgarrados", de Mário Barbará, ou na temática dos payadores como Jayme Caetano Braun, ainda que o MTG, Movimento Tradicionalista Gaúcho tenha as suas ressalvas com relação às obras de autores como Cyro Martins "que questionou as estruturas tradicionais da sociedade sul-rio-grandense e mostrou e mostrou um gaúcho sem lances de heroísmo".  A literatura posterior ao ciclo de 1930 também apresenta traços em que se evidencia a influência de obras, como Sem Rumo, fixando-se um paradigma literário em que o gaúcho "despe-se" das suas qualidades míticas, como é o caso de Os Guaxos e Rodeio dos Ventos , de Barbosa Lessa ou Assim na terra, de Luiz Sergio Metz,  , ficando claro que a literatura erudita sul-riograndense foi forjada sob modelos como aquele instaurado por Sem Rumo, nos anos 1930, e que têm se replicado ao longo dos anos para abordar as dificuldades do homem rural, desprovido de rendas e de ganhos de capital. Chiru é a personificação dos favelados e dos sem terra deste final de século.

## Enredo
A personagem principal de Sem Rumo:  "No centro de Sem rumo, encontra-se Chiru apresentado em cena do Capítulo I"- romance dividido em 27 capítulos -  é Chiru  (falta-lhe o prenome que lhe daria identidade): "Chiru retrata a decadência do homem do pampa, que devido fatores econômico e social deixa o campo para tentar a vida na cidade"  A pesquisadora Solange Medina Ketzer destaca que “chiru” significa “meu companheiro” em língua tupi, com isso, segundo a professora, a forma como se denomina a personagem reforça a ideia que ele é propriedade de outro ou não é dono de si. Além disso, a sua falta de identidade é reduplicada em denominações como “guri”, “piá” ou “piazinho”.
A história abrange desde a infância - merecendo ênfase o professor como responsável pela manutenção do status quo  - quando o leitor depara-se com Chiru, um "piazito" que o conduz pelos campos, pelos galpões, pela faina estancieira, tendo sido criado na Fazenda do Silêncio, como afilhado do fazendeiro (Nicanor Ayres), enfrentando as adversidades e a violência impostas pelo capataz (Clarimundo) - um indivíduo alto, delgado, com a adaga à cinta, severo e violento -, ao ponto que decide fugir.  Aos poucos, a lida bruta com o gado, ofertou-lhe coragem e vigor físico para a fuga, tentou juntar-se a uma coluna de combatentes da Revolução de 1923, não consegue seu intento.
Chiru esperava, a partir dali, assenhorar-se de sua própria vida, transferiu-se para a cidade, perambulando por diferentes atividades, sem qualificação alguma para exercê-las, acabou, por um tempo, tornando-se carreteiro. Casou-se; Alzira, a esposa, deu-lhe um filho, que recebe o nome de Joãozinho. Seguem as dificuldades profissionais, até que é demitido de um emprego na construção da linha férrea, sob a alegação que se envolvera em questões políticas. O seu algoz - aquele que o demite - é Clarimundo, mais um homem que o campo expulsara para trabalhar no meio urbano.
O texto evidencia as transformações históricas  que se operam na sociedade de então e a incapacidade do gaúcho para adaptar-se ao novo modelo que se apresentava, sentindo-se alijado do ponto de vista social e econômico, Chiru chega à prisão. "Chiru, no final de Sem Rumo, busca nas palavras de um político oposicionista, num comício, um horizonte, uma alternativa. Eram só palavras suscitando nele uma esperança vã. Sem Rumo, na apreciação de Samuel Putnam, constitui a 'descrição de um homem mutilado num campo de batalha que deveria ser bastante para parar todas as guerras para sempre."
O livro integrou a lista de leituras obrigatórias da Fundação Universidade de Rio Grande (FURG) nos processos seletivos de 2006 a 2010.